# Эшафот

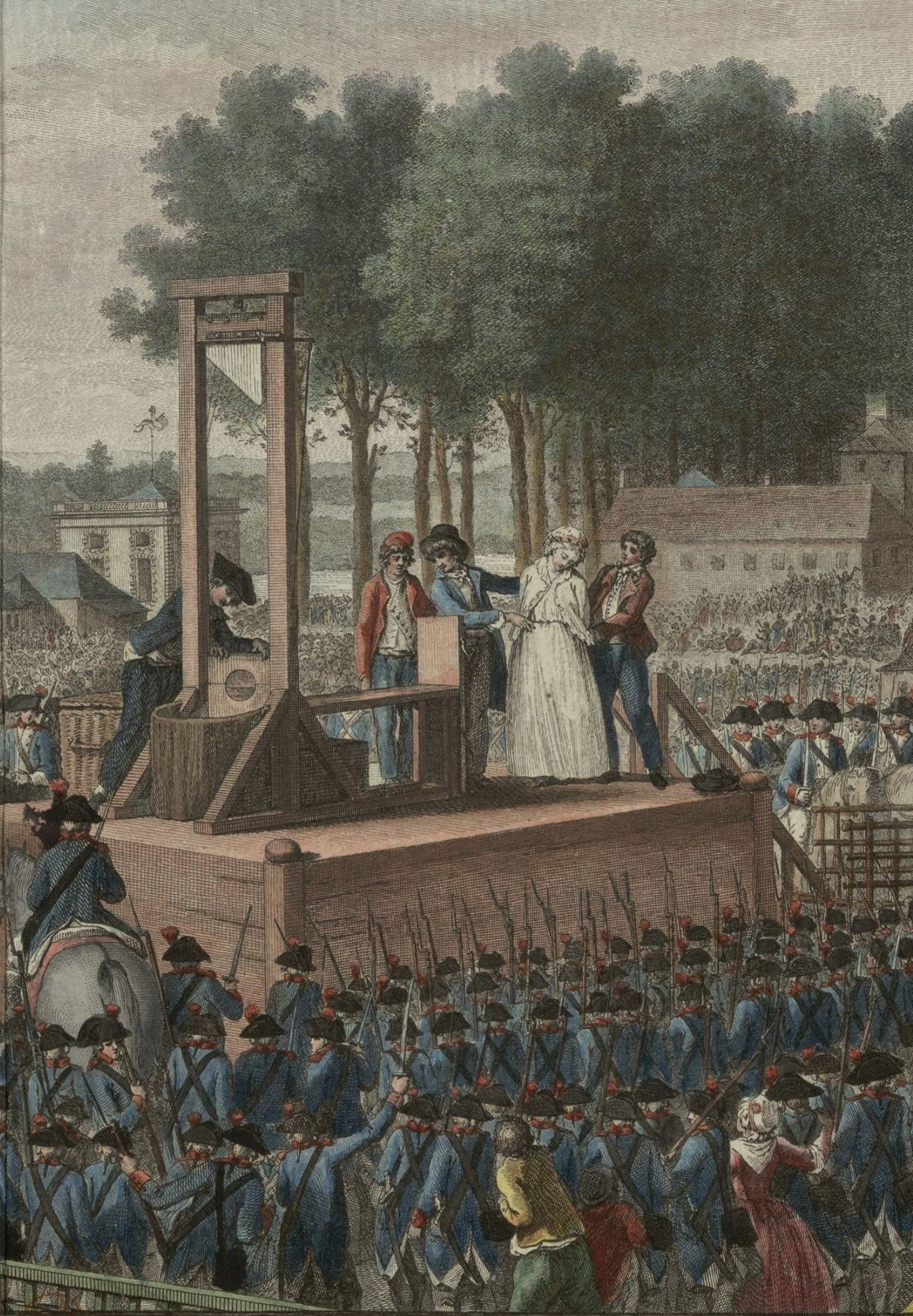
Мария-Антуанетта перед казнью на эшафоте

Эшафо́т (от фр. Échafaud — «театральные подмостки») — помост для совершения смертной казни или для приведения в исполнение публичных наказаний.
Эшафоты были возвышенной сценой для лучшей видимости происходящего. Казни проводились на городских площадях, а их общественный характер служил устрашению, подчёркиванию авторитета правительства, а также развлечению масс.
На эшафоте производилось также лишение гражданских прав с символическим изображением казни, уничтожение запрещенных книг, предметов искусства и т.д.